# Saviors
Saviors je čtrnácté studiové album americké skupiny Green Day. Album vyšlo 19. ledna 2024, pod vydavatel Reprise Records. Prvním singlem byla píseň The American Dream Is Killing Me, která vyšla 24. října 2023.

## Seznam skladeb
| Pořadí         | Název                            | Délka |
| -------------- | -------------------------------- | ----- |
| 1.             | The American Dream Is Killing Me | 3:06  |
| 2.             | Look Ma, No Brains!              | 2:03  |
| 3.             | Bobby Sox                        | 3:44  |
| 4.             | One Eyed Bastard                 | 2:52  |
| 5.             | Dilemma                          | 3:18  |
| 6.             | 1981                             | 2:09  |
| 7.             | Goodnight Adeline                | 2:56  |
| 8.             | Coma City                        | 3:28  |
| 9.             | Corvette Summer                  | 3:02  |
| 10.            | Suzie Chapstick                  | 3:16  |
| 11.            | Strange Days Are Here to Stay    | 3:05  |
| 12.            | Living in the '20s               | 2:06  |
| 13.            | Father to a Son                  | 3:54  |
| 14.            | Saviors                          | 2:55  |
| 15.            | Fancy Sauce                      | 4:01  |
| Celková délka: | Celková délka:                   | 45:55 |

#### Japonská edice
| Pořadí         | Název          | Délka |
| -------------- | -------------- | ----- |
| 16.            | Fever          | 2:23  |
| Celková délka: | Celková délka: | 48:26 |